# Doryssus
Doryssos of Doriagus (Grieks: Δόρυσσος, speerwerper), was een koning van Sparta,  de vijfde van de Agiaden. Hij regeerde van  840 v.Chr. tot 820 v.Chr. Hij was de opvolger van Leobates en werd zelf opgevolgd door zijn zoon Agesilaüs.
Volgens Pausanias regeerde hij maar heel kort, volgens Hieronymus en de Excerpta Latina Barbari regeerde hij 29 jaar, volgens Eusebius van Caesarea regeerde hij 39 jaar, volgens Herodotus 42 jaar. Zeker is wel dat hij stierf tijdens een gevecht tussen de Spartanen en de polis Argos.